# ابرهولتسن
ابرهولتسن (به آلمانی: Eberholzen) یک شهر در آلمان است که در Sibbesse واقع شده‌است. ابرهولتسن ۵۶۴ نفر جمعیت دارد.